# Хойто-Гол
Хо́йто-Гол (бур. Хойто гол — «северная река, долина») — улус в Тункинском районе Бурятии. Образует сельское поселение «Хойто-Гол».

## География
Расположен в Хойтогольской впадине на левом берегу реки Ехэ- уhан (левый приток Иркута) в 53 км западнее районного центра — села Кырен.

## Население
| 2002 | 2010 | 2012 | 2013 | 2014 | 2015 | 2016 |
| ---- | ---- | ---- | ---- | ---- | ---- | ---- |
| 734  | ↘660 | ↘631 | ↘617 | ↘607 | ↘604 | ↗609 |
| 2017 | 2018 | 2019 | 2020 | 2021 | 2023 | 2024 |
| ↘593 | ↗594 | ↘573 | ↘556 | ↘501 | ↘496 | →496 |

## Инфраструктура
Администрация сельского поселения, средняя общеобразовательная школа, детский сад, врачебная амбулатория, почтовое отделение, сельский дом культуры «Алтан Мундарга», историко-этнографический музей им. Б.Д. Ангархаева 

## Экономика
Заготовка и переработка леса, личные подсобные хозяйства.